# Tournoi d'échecs de New York 1924
Le tournoi de New York 1924 est une compétition d'échecs qui vit s'affronter onze des meilleurs joueurs mondiaux. L'ancien champion du monde allemand Emanuel Lasker s'y imposa nettement devant le Cubain José Raúl Capablanca — champion du monde en titre — et le Russe Alexandre Alekhine.
Alexandre Alekhine publia le livre du tournoi dans lequel il analysa toutes les parties jouées et commenta les principales nouveautés des ouvertures.
Richard Réti remporta le premier prix de beauté pour sa partie avec les blancs contre Efim Bogoljubov. Il infligea par ailleurs à Capablanca sa première défaite depuis huit ans en utilisant le « début Réti ».

## Résultats
| No. | Nom                  | Nationalité      | 01 | 02 | 03 | 04 | 05 | 06 | 07 | 08 | 09 | 10 | 11 | Total |
| --- | -------------------- | ---------------- | -- | -- | -- | -- | -- | -- | -- | -- | -- | -- | -- | ----- |
| 01  | Emanuel Lasker       | Allemagne        | XX | =0 | 1= | =1 | 11 | 11 | 11 | =1 | =1 | =1 | 11 | 16,0  |
| 02  | José Raúl Capablanca | Cuba             | =1 | XX | == | == | 01 | =1 | 11 | 11 | 1= | =1 | =1 | 14,5  |
| 03  | Alexandre Alekhine   | Union soviétique | 0= | == | XX | == | 10 | 1= | == | == | 11 | == | 11 | 12,0  |
| 04  | Frank Marshall       | États-Unis       | =0 | == | == | XX | =1 | 0= | 01 | =0 | =1 | 1= | 11 | 11,0  |
| 05  | Richard Réti         | Tchécoslovaquie  | 00 | 10 | 01 | =0 | XX | == | 01 | 11 | 10 | 10 | 11 | 10,5  |
| 06  | Géza Maróczy         | Hongrie          | 00 | =0 | 0= | 1= | == | XX | 01 | == | 11 | =1 | 10 | 10,0  |
| 07  | Efim Bogoljubov      | Union soviétique | 00 | 00 | == | 10 | 10 | 10 | XX | 01 | 11 | =1 | 01 | 9,5   |
| 08  | Xavier Tartakover    | Pologne          | =0 | 00 | == | =1 | 00 | == | 10 | XX | 10 | =0 | =1 | 8,0   |
| 09  | Frederick Yates      | Royaume-Uni      | =0 | 0= | 00 | =0 | 01 | 00 | 00 | 01 | XX | 11 | =1 | 7,0   |
| 10  | Edward Lasker        | États-Unis       | =0 | =0 | == | 0= | 01 | =0 | =0 | =1 | 00 | XX | 0= | 6,0   |
| 11  | David Janowski       | France           | 00 | =0 | 00 | 00 | 00 | 01 | 10 | =0 | =0 | 1= | XX | 5,0   |

## Livre du tournoi
- Alexandre Alekhine, (en) The Book of the New York International Chess Tournament 1924, New York, 1925
- traduction en français : New York 1924 : combat entre trois géants des échecs, par Alexandre Alekhine, éditeur : Books on Demand, Paris, 2021,  (ISBN 978-2-322-25073-8).